# U-Bahnhof Hagenbecks Tierpark

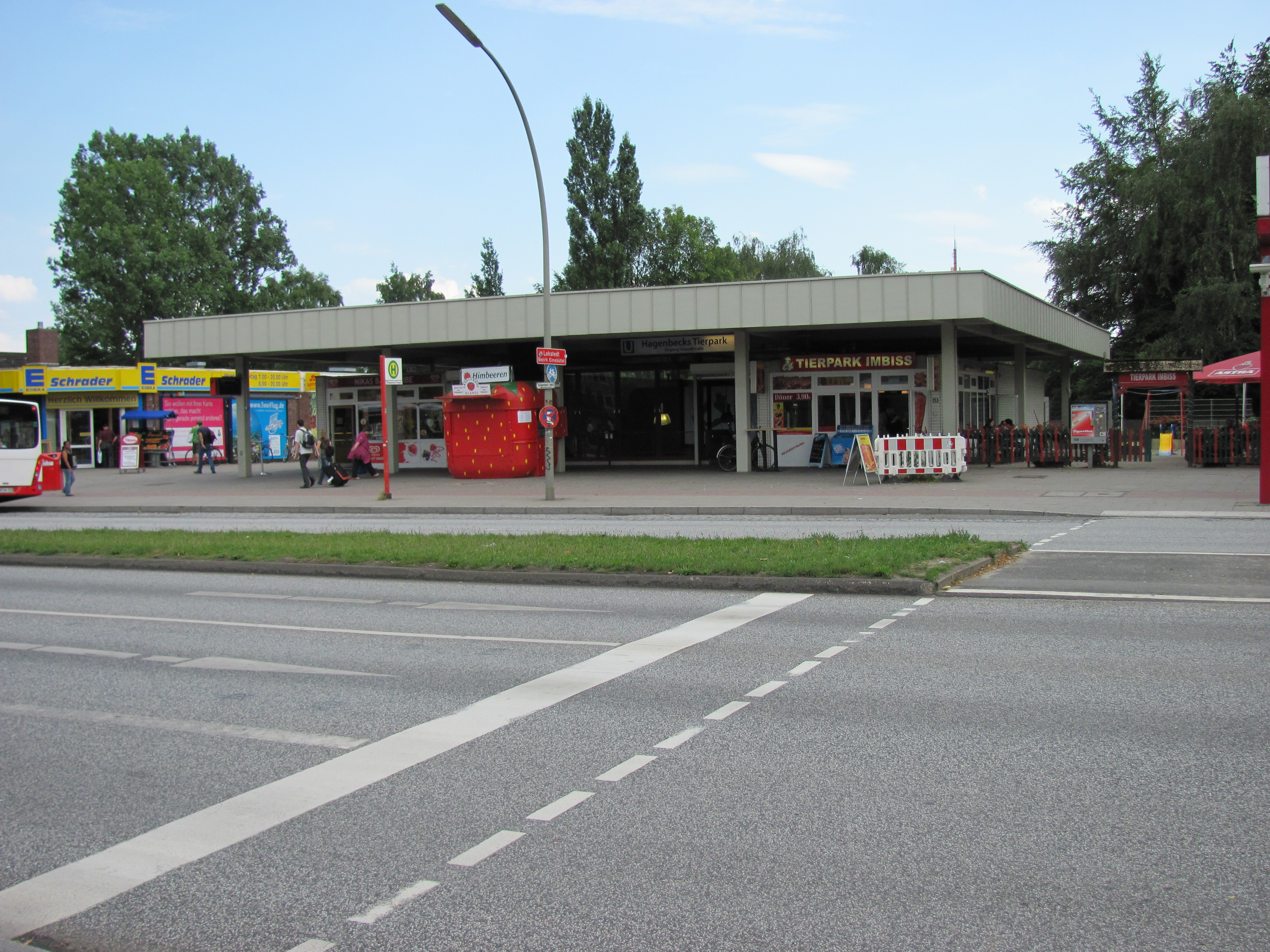
Haupt-Zugangsgebäude mit Kiosken

Der U-Bahnhof Hagenbecks Tierpark ist eine Haltestelle der Hamburger U-Bahn-Linie U2 im Stadtteil Lokstedt unmittelbar an der Grenze zu Stellingen im Bezirk Eimsbüttel. Das Kürzel der Station bei der Betreiber-Gesellschaft Hamburger Hochbahn lautet „HG“. Der U-Bahnhof hat täglich 17.762 Ein- und Aussteiger (Mo–Fr, 2019).

## Geschichte
1961 beschloss der Senat der Stadt Hamburg, eine Durchmesserlinie von Stellingen nach Billstedt zu bauen, deren schon bestehender westlicher Teil von der bisherigen Endhaltestelle Hellkamp über die Station Lutterothstraße bis zum U-Bahnhof Hagenbecks Tierpark, ursprünglich noch unter dem Namen „Koppelstraße“ geplant, verlängert werden sollte. Während der Abschnitt bis Lutterothstraße schon am 30. Mai 1965 eröffnet wurde, wurde Hagenbecks Tierpark erst am 30. Oktober 1966 angefahren. Die neue Strecke ersetzte die Straßenbahnlinie 16.
Hagenbecks Tierpark war fast 19 Jahre lang eine Endhaltestelle, bis am 2. Juni 1985 die Verlängerung nach Niendorf Markt in Betrieb ging.

## Anlage
Der U-Bahnhof liegt in einem sechs Meter tiefen und 1,1 Kilometer langen Einschnitt und ist damit eine der nur drei offenen Haltestellen der U2. Aufgrund des hohen Grundwasserspiegels ist eine umfangreiche Entwässerung erforderlich.
Ein Zugangsgebäude an der Südseite der vierspurigen Koppelstraße führt zu einem sehr breiten Mittelbahnsteig, der südlich anschließt. Der Großteil des Bahnsteigs, mit grauen Betonsteinplatten schlicht gehalten, verfügt über ein von rot lackierten Stahlträgern gehaltenes Dach. Das südliche Bahnsteigende ist unbedacht.
Von der Schalterhalle, die die Fahrkartenautomaten beherbergt, führt ein Fußgängertunnel zur Nordseite der Koppelstraße. Hier führen großzügig überdachte Treppen sowie ein später ergänzter Fahrstuhl zu den Haltestellen der Busse Richtung Westen sowie zum Tierpark Hagenbeck und dem Gelände des Fernsehens des Norddeutschen Rundfunks.

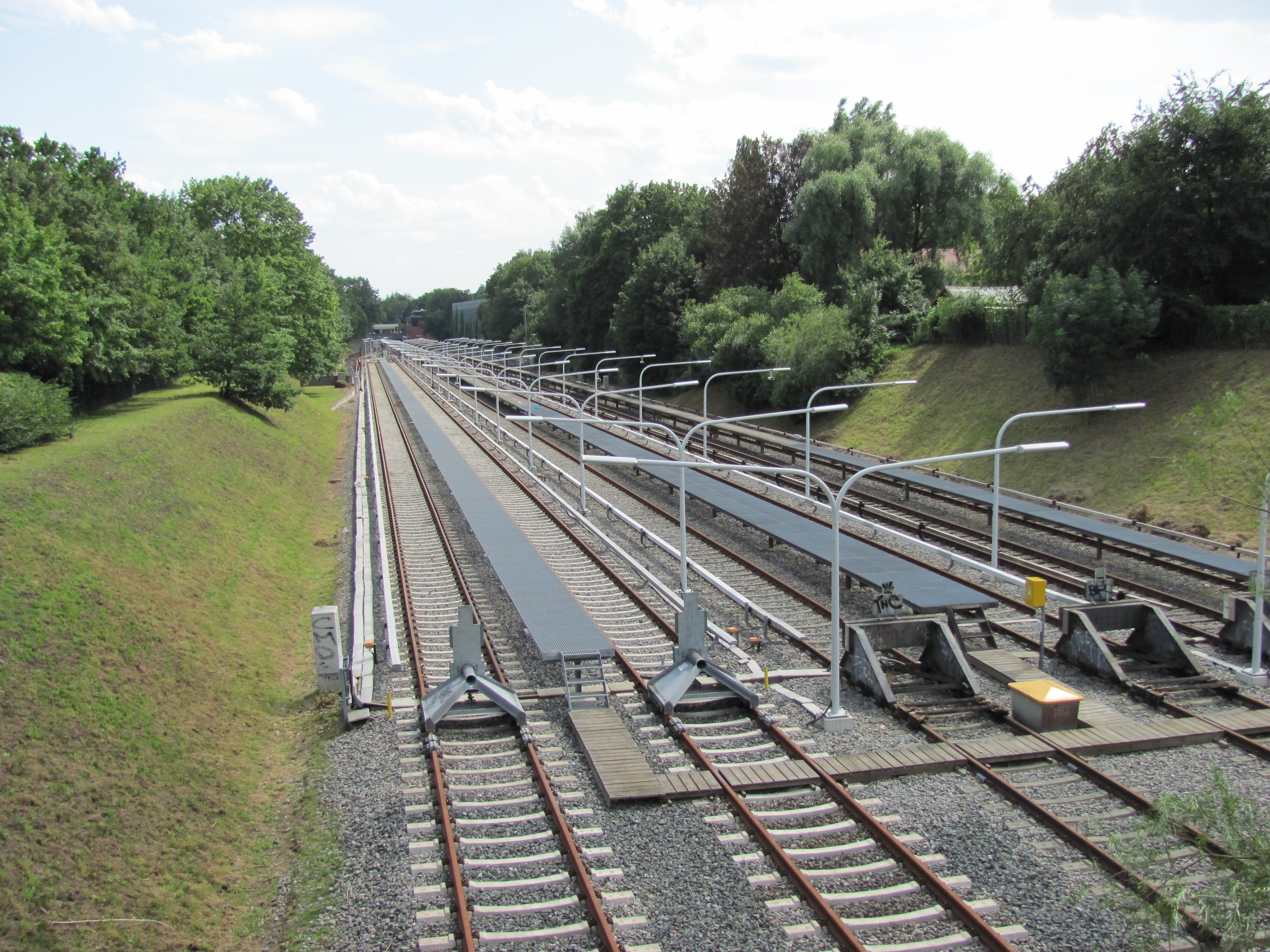
Die Abstellanlage von Norden gesehen, im Hintergrund der U-Bahnhof

Nördlich des Bahnhofs und der Koppelstraße schließt eine sechsgleisige offene Abstellanlage an, an deren Seiten sich die Tunnelöffnungen für die Streckenweiterführung nach Niendorf befinden.
Die ursprünglich vorhandenen Sperren und Fahrkartenschalter in der Schalterhalle sind seit langem abgebaut, ebenso wie das Abfertigungsgebäude für den Haltestellenwärter, das auch den Aufenthaltsraum für die Zugfahrer beinhaltete, und den Kiosk auf dem Bahnsteig.
Am 24. Mai 2007 wurden von der Kultursenatorin Karin von Welck und dem Bezirksamtsleiter Jürgen Mantell die Kunstwerke Die fünf Kontinente (mehrere Teile) von Jochen Lempert, an den Wänden des Fußgängertunnels, und magnolia - love to nature von Toshiya Kobayashi (* 1959), an der Glasfassade der Schalterhalle, eingeweiht.
Zur Haltestelle Lutterothstraße sind es 1195 Meter, bis Hagendeel 1310 Meter.

## Anbindung
Der U-Bahnhof Hagenbecks Tierpark wird in der Normalverkehrszeit im 5-Minuten-Takt bedient, spätabends und während des durchgehenden Nachtverkehrs in den Nächten vor Sonnabenden und Sonntagen im 20-Minuten-Takt, in den übrigen Zeiten besteht 10-Minuten-Takt.
Es besteht Übergang zu mehreren Buslinien, darunter die Metrobus-Linie 22 in Richtung Blankenese bzw. in Richtung Kellinghusenstraße. Vor der Haltestelle befindet sich eine Station von StadtRAD Hamburg. Weiter gibt es eine Park-and-Ride-Anlage mit 102 Stellplätzen.

## Planungen für die Linie U5
Die Hamburger Hochbahn baut im Auftrag der Stadt Hamburg eine neue U-Bahn-Linie U5, die auch im weiteren Verlauf zu Hagenbecks Tierpark geplant ist. Einen endgültigen Planungsstand gibt es noch nicht, angedacht ist aber eine Station, die mit einem Mittelbahnsteig quer unter dem bestehenden Bahnsteig der U2 liegen soll und so einen direkten Übergang ermöglicht, ohne die Station verlassen zu müssen.
| Linie | Verlauf |
| ----- | --- |
| U 2   | Niendorf Nord – Schippelsweg – Joachim-Mähl-Straße – Niendorf Markt – Hagendeel – Hagenbecks Tierpark – Lutterothstraße – Osterstraße – Emilienstraße – Christuskirche – Schlump – Messehallen – Gänsemarkt (Oper) – Jungfernstieg – Hauptbahnhof Nord – Berliner Tor – Burgstraße – Hammer Kirche – Rauhes Haus – Horner Rennbahn – Legienstraße – Billstedt – Merkenstraße – Steinfurther Allee – Mümmelmannsberg |